# Massenstrom
Unter einem Massenstrom, auch Massendurchsatz, versteht man die Masse eines Mediums, das sich pro Zeitspanne durch einen Querschnitt bewegt.
Der Massenstrom wird in Kilogramm je Sekunde angegeben, auch je Minute oder Stunde bei langsamem Fluss.
Der Massenstrom 
{\displaystyle q_{m}={\dot {m}}={\frac {\mathrm {d} m}{\mathrm {d} t}}}
ist in der Strömungslehre berechenbar durch
{\displaystyle {\dot {m}}=\varrho \cdot {\dot {V}}=\varrho \cdot c\cdot A={\frac {\gamma }{g}}\cdot {\dot {V}}}
mit
{\displaystyle \varrho }: Dichte des Mediums in kg/m³,
{\displaystyle c}: mittlere Strömungsgeschwindigkeit in m/s,
{\displaystyle A}: Querschnittsfläche in m²,
{\displaystyle {\dot {V}}}: Volumenstrom in m³/s,
{\displaystyle \gamma }: spezifisches Gewicht in N/m³ = kg/(m²s²) und
{\displaystyle g}: Fallbeschleunigung in m/s².
Bei der Dichte ist zu beachten, dass bei Gasen (also kompressiblen Medien) die Rechnung durch die möglichen Volumenänderungen erweitert werden muss. Die mittlere Strömungsgeschwindigkeit wird über Integration ermittelt, siehe dazu Volumenstrom. Zur Messung des Durchflusses gibt es verschiedene Messverfahren.
Beispiele von Massenströmen: Wind, Abgasmassenstrom, Fluss, Meeresströmung, Bergsturz, Erdrutsch, Körnerstrom, Schuttstrom, Pyroklastischer Dichtestrom